# Robert Moray
Sir Robert Moray (* 1608 oder 1609; † 4. Juli 1673 in London) war schottischer Offizier und Politiker.

## Leben und Wirken

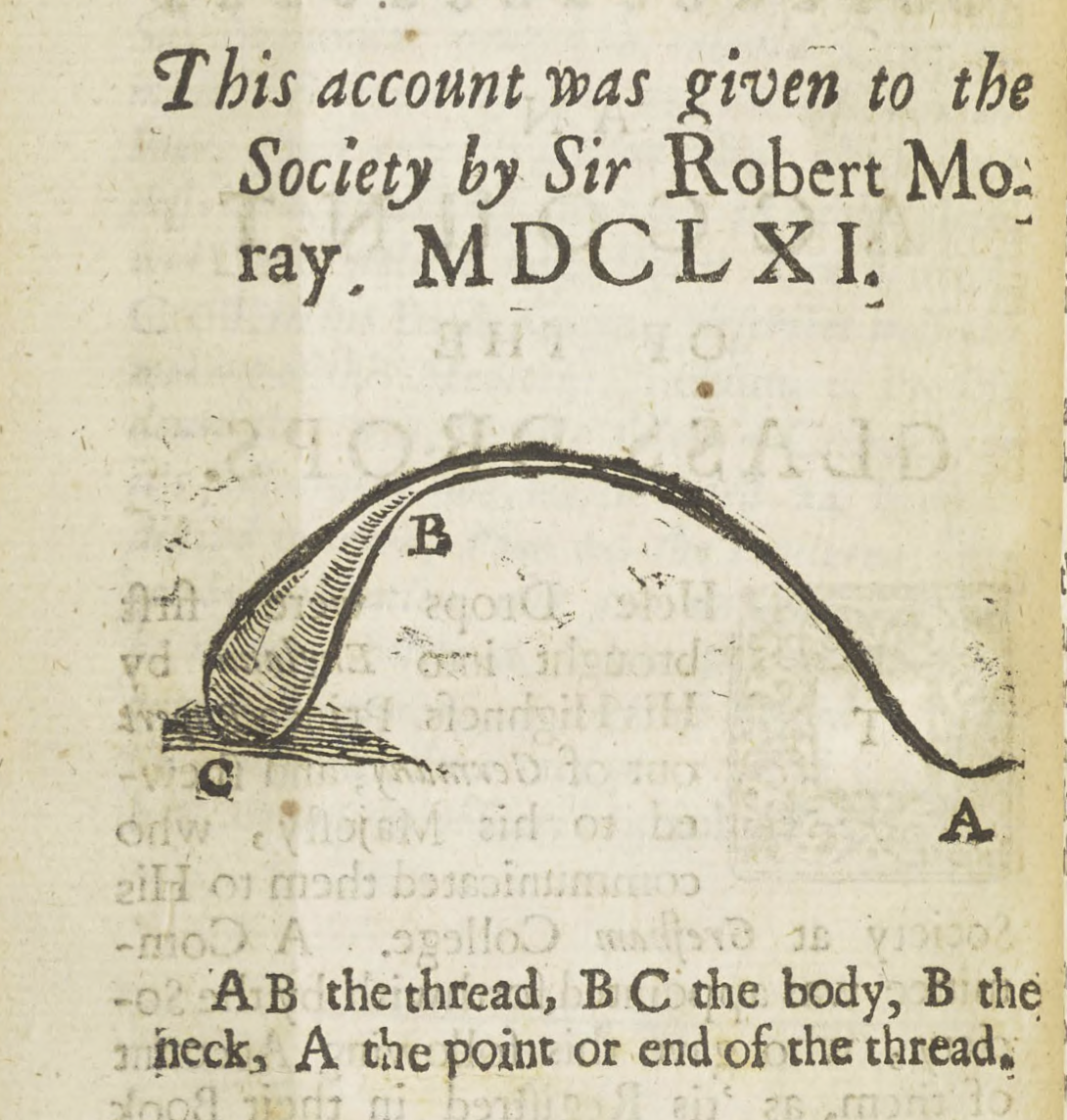
Darstellung der Prince Ruperts Tropfen in einer Zeichnung Morays (1661)

Moray war der älteste Sohn von Sir Mungo Moray aus Craigie (Perthshire) und dessen Frau, einer Tochter von George Halkett aus Pitfirrane (Fife). Nachdem er die Universität St Andrews besucht hatte, setzte er seine Ausbildung in Frankreich fort, wo er in die Armee von Ludwig XIII. eintrat und den Rang eines Obersten erreichte. Dort war er mit Kardinal Richelieu befreundet.
Nach Schottland zurückgekehrt, wurde er General der Artillerie in der Covenanter Armee, die 1641 in England einfiel, wo er bei Newcastle upon Tyne für die schottische Armee verantwortlich war. Dort wurde er am 20. Mai 1641 von Freimaurern in einer Deputationsloge der Loge von Edinburgh (Mary’s Chapel) No. 1 initiiert. Obgleich er in einer schottischen Loge initiiert wurde – das Ereignis fand im Süden der schottischen Grenze statt – gilt der Bericht als die frühste Aufzeichnung über eine Person, die auf englischem Boden in der spekulativen Freimaurerei initiiert wurde. Auf seiner Korrespondenz verwendete er künftig regelmäßig den fünfzackigen Stern als Freimaurerzeichen.
Am 10. Januar 1643 wurde er in Oxford von Karl I. zum Knight Bachelor („Sir“) erhoben.
In Deutschland kämpfte er in der Armee von Kardinal Mazarin und wurde in Bayern inhaftiert. Als ernannter Oberst des schottischen Regiments war er zugleich Unterhändler für Frankreich. Sobald seine Freilassung in Bayern gesichert war, kehrte er nach England zurück.
Um 1646 war er mit Karl I. und der schottischen Armee in Newcastle, wo er die Flucht des Königs in Verkleidung arrangierte. Aber Karl I. machte in letzten Minute einen Rückzieher, weil er befürchtete, in einer lächerlichen Situation entdeckt zu werden.
Moray heiratete Sophia Lindsay (1624–1653), eine Tochter von David Lindsay, 1. Lord Lindsay of Balcarres (1587–1642) und die Schwester von Alexander Lindsay, 1. Earl of Balcarres (1618–1659).
Zur Zeit des Commonwealth of England lebte Moray im Ausland; 1656 war er in Brügge, später in Maastricht bis 1659.
Am 28. November 1660 war Moray Gründungsmitglied („Founder Fellow“) der Royal Society. Eine Woche später gab er auf der zweiten Versammlung bekannt, dass König Karl II. ihre Treffen offiziell genehmigt habe. An der Zuerkennung der Royal Charter war er ebenso maßgeblich beteiligt wie an der Formulierung ihrer Satzung.
Moray war beispielsweise mit Samuel Pepys, Thomas Vaughan, Andrew Marvell, John Evelyn und Gilbert Burnet bekannt.

## Schriften (Auswahl)
- An account of the glass drops. In: Christopher Merret: The art of glass wherein are shown the wayes to make and colour glass, pastes, enamels, lakes, and other curiosities […]. London 1662, S. 353–362 (Volltext, Digitalisat).
- A relation of some extraordinary tydes in the West-Isles of Scotland. In: Philosophical Transactions. Band 1, Nr. 4, 5. Juni 1665, S. 53–55 (doi:10.1098/rstl.1665.0026).
- Considerations and enquiries concerning tides […] likewise for a further search into Dr. Wallis’s newly publish’t hypothesis. In: Philosophical Transactions. Band 1, Nr. 17, 9. September 1666, S. 298–301 (doi:10.1098/rstl.1665.0113).